# Ricardo Vaz
Ricardo Álvares Guedes Vaz (Alcabideche, Portugal, 26 de noviembre de 1994) es un futbolista portugués. Juega de centrocampista y su equipo actual es el Reus Futbol Club Reddis de la Tercera federación (España).

## Trayectoria
Es un extremo derecho formado en el GD Estoril Praia en el que debutó la temporada 2014 al 2015, formando parte del primer equipo del Estoril, llegando a jugar partidos de la primera división portuguesa e incluso encuentros de la fase de grupos de la Europa League.
Se trata de un futbolista muy rápido, con mucha calidad en el uno contra uno y que puede jugar de extremo en cualquiera de las dos bandas del ataque. Sus cualidades mencionadas y su juventud llevaron al jugador a firmar por el CF Reus en verano de 2015, firmando un contrato que les una con el jugador hasta 2020.

## Clubes
| Club                    | País     | Año       |
| ----------------------- | -------- | --------- |
| G. E. Estoril           | Portugal | 2014-2015 |
| C. F. Reus              | España   | 2018-2019 |
| O. F. I. Creta          | Grecia   | 2021-2022 |
| Sporting Covilhã        | Portugal | 2021-2022 |
| AE Kifisia FC           | Grecia   | 2022-2023 |
| GKS Jastrzebie          | Polonia  | 2022-2023 |
| Reus Futbol Club Reddis | España   | 2023-2024 |